# Bołogoje (obwód omski)
Bołogoje (ros. Бологое) – wieś (sieło) w Rosji, w obwodzie omskim, w rejonie russko-polańskim. W 2010 liczyła 823 mieszkańców.